# Brécé
Brécé település Franciaországban, Ille-et-Vilaine megyében. Lakosainak száma 2185 fő (2022. január 1.). Brécé Acigné, Noyal-sur-Vilaine és Servon-sur-Vilaine községekkel határos.

## Népesség
A település népességének változása:
| Lakosok száma | 454  | 835  | 1128 | 1689 | 2051 | 2099 | 2106 | 2059 | 2040 | 2185 |
|               | 1968 | 1982 | 1990 | 2006 | 2013 | 2015 | 2017 | 2019 | 2020 | 2022 |